# Jerry Obiang
Jerry Obiang (Libreville, 10 de junho de 1992) é um futebolista profissional gabonense que atua como meia.

## Carreira
Jerry Obiang fez parte do elenco da Seleção Gabonense de Futebol da Olimpíadas de 2012.